# 王府井天主堂
王府井天主堂（おうふせいてんしゅどう）は、中華人民共和国北京市東城区王府井大街74号に所在の俗に東堂と呼ばれるカトリック教会である。別名は聖若瑟堂と八面槽教堂。イエズス会士が北京で宣武門天主堂の後に建設した2か所目の教会である。

## 歴史
イエズス会神父ロドビコ・ブリオにより、1653年に小さな教会が建てられたのが始まりである。現在の教会は建物は三層のロマネスク建築で、1904年に再建された。教会は建物細部の処理において、かなりの中国伝統建築の要素があり、中国と西洋建築の風格が上手く融合している。
1966年に文化大革命が勃発し、8月21日に王府井天主堂は閉鎖された。この間、教会は八面槽小学校により占用された。
1980年に修復が始まり、12月24日に正式に公開されて、宗教活動が回復した。1990年に王府井天主堂は、北京市文物保護単位のリストに加えられた。
2000年に、王府井大街の改造に伴い、北京市政府は教会前に広場を作るのに投資をした。王府井天主堂は王府井歩行者通りのランドマークとなり、王府井天主堂はこれにより、北京で最も市民に知られているカトリック教会となった。
2013年に全国重点文物保護単位に指定された。

## ギャラリー

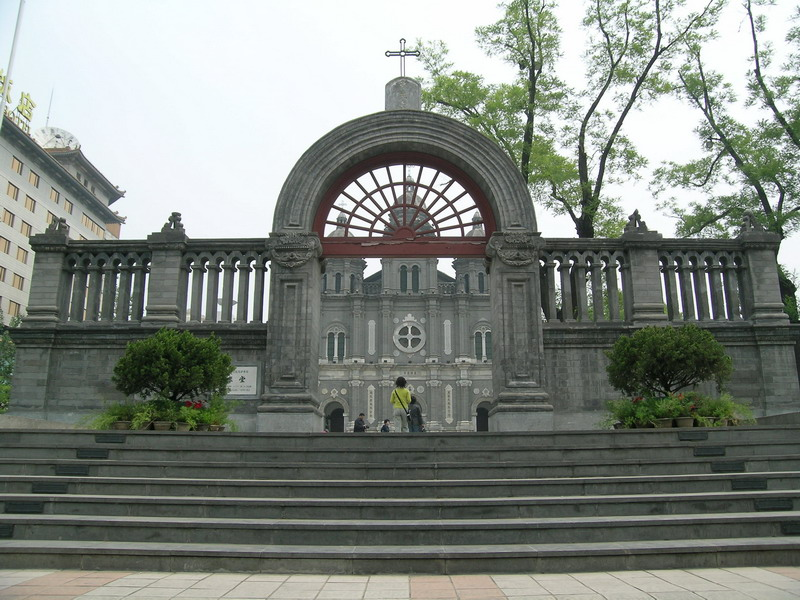
門
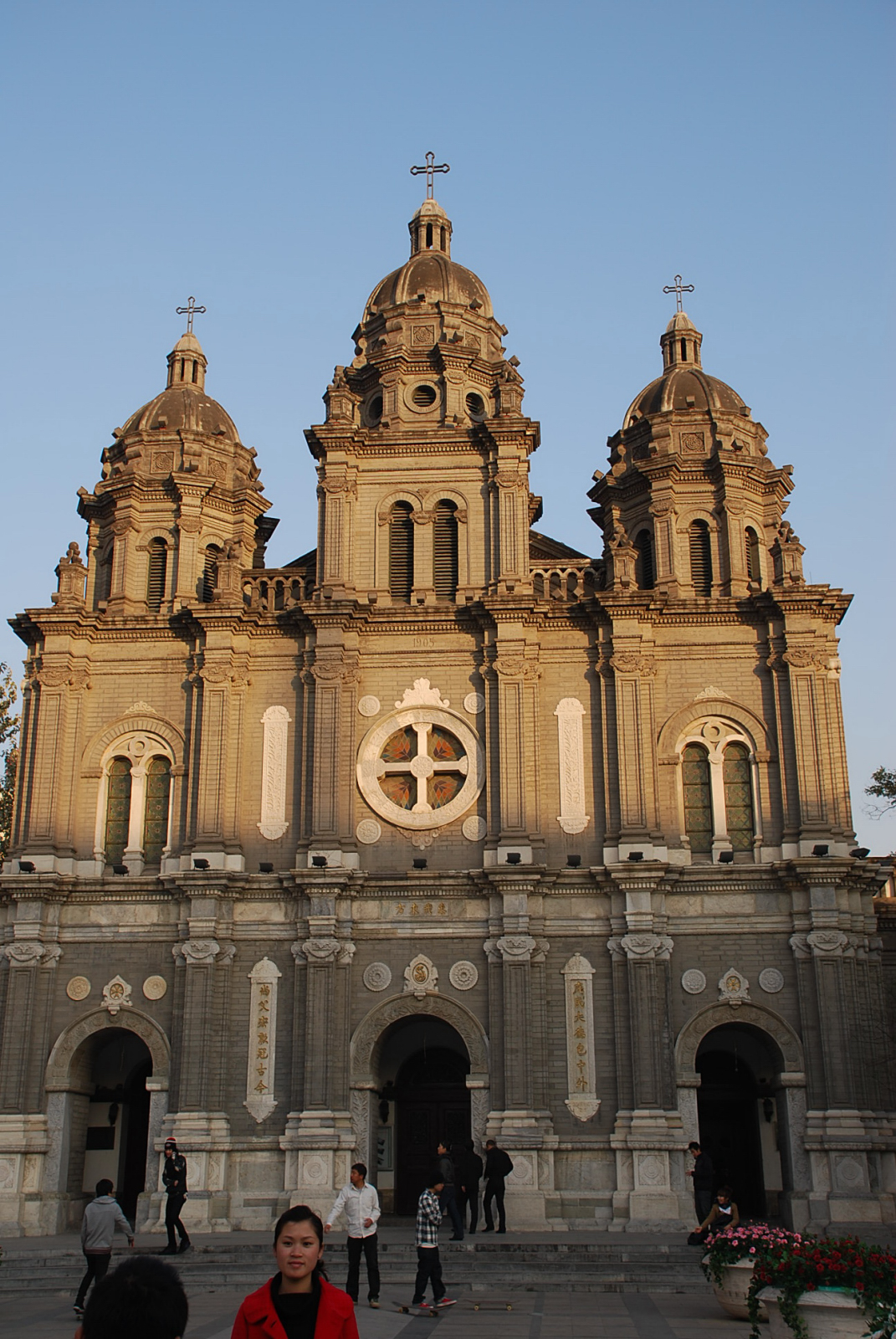
東堂の外観、2008年
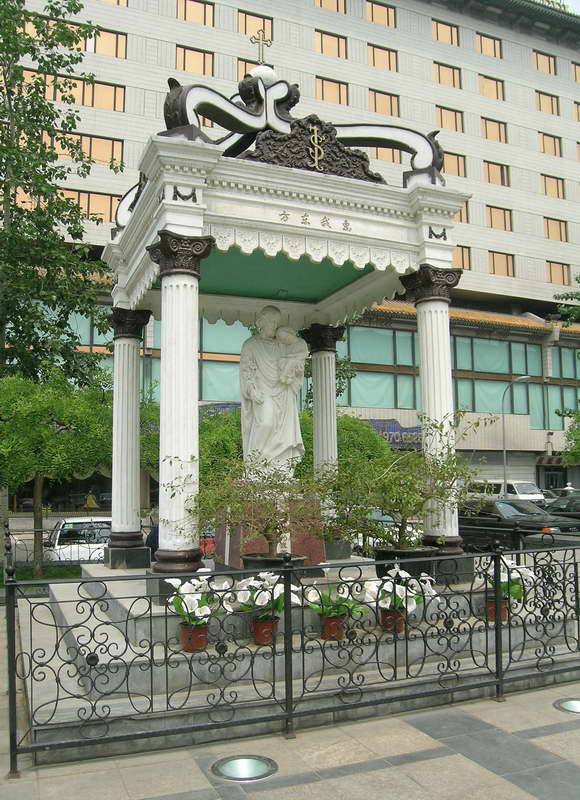
聖ヨゼフがイエズスを抱く像